# NGC 5802
NGC 5802 é uma galáxia lenticular (S0) localizada na direcção da constelação de Libra. Possui uma declinação de -13° 55' 06" e uma ascensão recta de 15 horas, 00 minutos e 29,9 segundos.
A galáxia NGC 5802 foi descoberta em 1886 por Frank Leavenworth.